# Gernot Erler (Heimatforscher)
Gernot Erler (* 27. Januar 1935 in Münster; † 7. Juni 2011 in Krelingen) war ein deutscher Pädagoge und Heimatforscher. Er lebte und arbeitete in Krelingen (Stadt Walsrode, Landkreis Heidekreis, Niedersachsen).

## Leben
Nach dem Studium 1956 bis 1961 an der Georg-August-Universität Göttingen (Geschichte, Kunstgeschichte und Deutsch) arbeitete Erler ab 1961 als Pädagoge im Höheren Schuldienst in Hannover, Northeim und Walsrode. In seiner Doktorarbeit befasste er sich mit der Grafschaft Hoya.
Erler war ab 1969 Studienrat und Oberstudienrat am Gymnasium Walsrode. Daneben schrieb er zahlreiche Publikationen zu regionalen Themen. Von 1986 bis 2001 war er ehrenamtlicher Kunstdenkmalpfleger des Landkreises Soltau-Fallingbostel. 2000 erhielt er die Verdienstmedaille des Bundesverdienstkreuzes.

## Veröffentlichungen
- mit Kurt Brüsehoff: 10 kunst- und kulturgeschichtliche Exkursionen im Landkreis Soltau-Fallingbostel. Hrsg.: Landkreis Soltau-Fallingbostel (um 1981).
- Walsrode. Ein Stadtbild wandelt sich. 55 ortsbildprägende Ansichten von der Jahrhundertwende bis zur Mitte der achtziger Jahre. Bund der Freunde des Heidemuseums, Walsrode 1985.
- mit Kurt Brüsehoff: Kunst- und kulturgeschichtliche Entdeckungen im Landkreis Soltau-Fallingbostel. Die Heimathäuser – ihr Angebot – ihre Aufforderung. Hrsg.: Landkreis Soltau-Fallingbostel, Fallingbostel um 1985.
- Walsrode. 1000 Jahre Kloster und Ortschaft. 986–1986. Bund der Freunde des Heimatmuseums, Walsrode 1986.
- mit Horst Appuhn, Heino Petersen: Heidehofensemble Rischmannshof. Das Heidemuseum in Walsrode als ein Heimatmuseum der Heide. Der Museumsführer. Bund der Freunde des Heidemuseums, Walsrode 1987.
- mit Kerstin Patzschke, Kurt Brüsehoff (Fotos): Kunstgeschichte heute aus der Heide von gestern. Aus dem Handschuhfach Ihres Autos: Walsrode und das Fallingbosteler Land zum Zeigen – Hinfahren und Erleben. Bund der Freunde des Heidemuseums, Walsrode 1987.
- mit Helge Matthiesen, Kurt Brüsehoff (Fotos): Erfahrungen am Wasserlauf – dem Wind entgegen. Mühlen der alten Heide – Erbschaft und Erlebnis. Hrsg.: Landkreis Soltau-Fallingbostel, Fallingbostel 1989.
- Bauten alt und Bauen neu bei uns hier auf dem Lande. Beraten fürs Bewerten, Verwerten ums Bewahren. Beispielhaftes als Vorbildliches. Walsrode-Krelingen 1997.
- mit Stefanie Hahn, Volker Fischer (Fotos): Soltau-Fallingbostel. Neue Empfindungen zu einer alten Kulturlandschaft der Lüneburger Heide. Walsrode 1998, ISBN 3-00-002505-7.